# Targeo
Targeo – cyfrowa mapa Polski, pokazująca różnorodne obiekty: obrysy budynków, lasy, rzeki, jeziora, punktu zainteresowania takie jak: bankomaty, stacje benzynowe, apteki, restauracje czy punkty handlowe.
Możliwe jest również:
- przesuwanie mapy myszką,
- przybliżanie wybranych obszarów,
- wyszukiwanie ulic i dokładnych adresów,
- dodawanie własnych punktów,
- wyznaczanie tras pomiędzy wybranymi punktami,
- wysyłanie mapek e-mailem,
- drukowanie map,
- linkowanie do wybranej lokalizacji,
- zapoznanie się z rodzajem drogi, kierunkami ruchu, zakazami wjazdu,
- dla wyznaczonej trasy można obejrzeć aktualne utrudnienia w ruchu na skutek przebudowy dróg.

Targeo korzysta z jednego z największych i najbardziej precyzyjnych zasobów danych geograficznych wykorzystywanych również w systemie nawigacyjnym AutoMapa oraz z zasobów Wikipedii przy opisie "punktów zainteresowań" (domyślnie jest włączona jako źródło). Unikalną wartością zastosowanej w Targeo cyfrowej mapy Polski jest precyzyjna warstwa adresowa, a także obrysy poszczególnych budynków w miastach. Dokładność map odpowiada skali 1:5000 dla map drukowanych.
Targeo jest wspólnym projektem tworzonym przez trzy firmy:
- Indigo Sp. z o.o. – odpowiedzialna za tworzenie oprogramowania dla platformy internetowej i systemów biznesowych, a także sprzedaż rozwiązań Targeo,
- Geosystems Polska Sp. z o.o. – twórca i dostawca danych geograficznych,
- Aqurat Sp. z o.o. – tworząca silnik mapowy wykorzystywany w systemach Targeo i w AutoMapie.

Serwis Targeo jako pierwszy umożliwia również sprawdzenie cen nieruchomości w Warszawie. Po kolorze można sprawdzić jaka jest średnia cena mieszkania w wybranej okolicy.
Do zalet serwisu Targeo należą:
- ponad 1 696 000 budynków narysowanych z dokładnością 1-2 m,
- 1250 planów miejscowości, w tym 750 z dokładnymi adresami i budynkami,
- największa dokładność nominalna map w dużych miastach (do 1 m),
- ponad 29 900 kilometrów linii kolejowych.